# Tatort: Bienzle und der tiefe Sturz
Bienzle und der tiefe Sturz ist eine Folge der Krimireihe Tatort. Die Erstausstrahlung des vom Süddeutschen Rundfunk unter der Regie von Peter F. Bringmann produzierten Beitrags fand am 6. Juli 1997 im Ersten Deutschen Fernsehen statt. Es handelt sich um die 365. Episode der Filmreihe sowie die siebte mit dem Stuttgarter Kommissar Ernst Bienzle.

## Handlung
Kommissar Bienzle gerät bei einem privaten Ausflug mitten in einen Mordfall. Edwin Schimmel, der Inhaber einer Firma in Deißlingen, war mit seiner Belegschaft auf einem Betriebsausflug auf die Schwäbische Alb und stürzte dabei einen Abhang hinunter. Obwohl der Kommissar eigentlich dienstfrei hat, ist er wild entschlossen, diesen Fall zu übernehmen. Um besser ermitteln zu können, reist Bienzle in den Wohnort des Opfers und mietet sich in einem Gasthof ein. 
Schnell erfährt er, dass es mit der Ehe des Opfers nicht mehr zum Besten stand, und Constanze Schimmel offensichtlich ein Verhältnis mit Christian Steinhoff hat, den sie über geschäftliche Beziehungen ihres Mannes kennengelernt hatte. In der Firma selber gibt es Unruhe, da aufgrund der neuen Situation Steinhoff zum kaufmännischen Leiter ernannt wird, und damit Georg Zimmermann leer ausgeht, der sich Hoffnung auf diesen Posten gemacht hatte. Schimmel plante die Produktion ins Ausland zu verlegen, was einem Großteil der Belegschaft den Arbeitsplatz kosten würde. Für Bienzle deutet daher vieles auf Georg Zimmermann als Täter hin, der jedoch nach Aussagen seiner Arbeitskollegen zum Zeitpunkt von Schimmels Absturz nicht in der Nähe des Abhangs war.
Als die Belegschaft der Schimmelwerke erfährt, dass die Produktionsverlagerung ins Ausland nach wie vor forciert wird, halten sie Christian Steinhoff dafür verantwortlich und wollen ihn zur Rechenschaft ziehen. Bienzle erfährt davon und kann so einen weiteren Mord gerade noch verhindern. Er lässt den Vorarbeiter Hajo Baldauf und Georg Zimmermann wegen der gemeinschaftlich geplanten und ausgeführten Morde festnehmen.

## Hintergrund
In dieser Tatortfolge erlebt auch Kommissar Bienzle einen „tiefen Sturz“, denn nach einem Streit mit seiner Freundin Hannelore betrügt sie ihn mit dem Gerichtsmediziner Dr. Bernhard Kocher und zieht aus Bienzles Wohnung aus. Dafür hält das Handy Einzug in das Leben des Kommissars.

## Rezeption

### Einschaltquoten
Bei der Erstausstrahlung am 6. Juli 1997 haben 7,19 Millionen Zuschauer die Sendung verfolgt, was einem Marktanteil von 22,1 Prozent entsprach.

### Kritik
Die Kritiker der Fernsehzeitschrift TV Spielfilm vergaben die beste Wertung (Daumen nach oben) und meinten anerkennend: „Menschelnder Krimi mit schwäbischem Kolorit.“